# Hans-Walter Eigenbrodt
Hans-Walter Eigenbrodt (né le 4 août 1935 en Allemagne et mort le 29 mars 1997) était un joueur de football allemand.

## Biographie
Le défenseur central rejoint l'Eintracht Francfort dans l'équipe jeune en 1948 et y restera ensuite en senior jusqu'en 1965 lorsqu'une blessure le forcera à prendre sa retraite. 
En 1959, il remporte avec l'Eintracht le championnat d'Allemagne après avoir battus les rivaux locaux des Kickers Offenbach lors d'une finale gagnée 5-3 après prolongation. Lors de la coupe d'Europe 1959-60, Eintracht élimine les Rangers FC 6-1 puis 6-3 et atteint la finale jouée à Hampden Park à Glasgow. Les 135 000 spectateurs assistent à la victoire du Real Madrid 7-3 contre Francfort.
Eigenbrodt, qui travaillait comme employé commercial, à cause du statut amateur du football allemand à l'époque, a joué 15 matchs en Bundesliga entre 1963 et 1965.
Il travaillera plus tard comme entraîneur de l'équipe jeune de l'Eintracht. En 1977, l'équipe des moins de 17 ans remporte le titre de champion d'Allemagne.